# Felipe Cardano

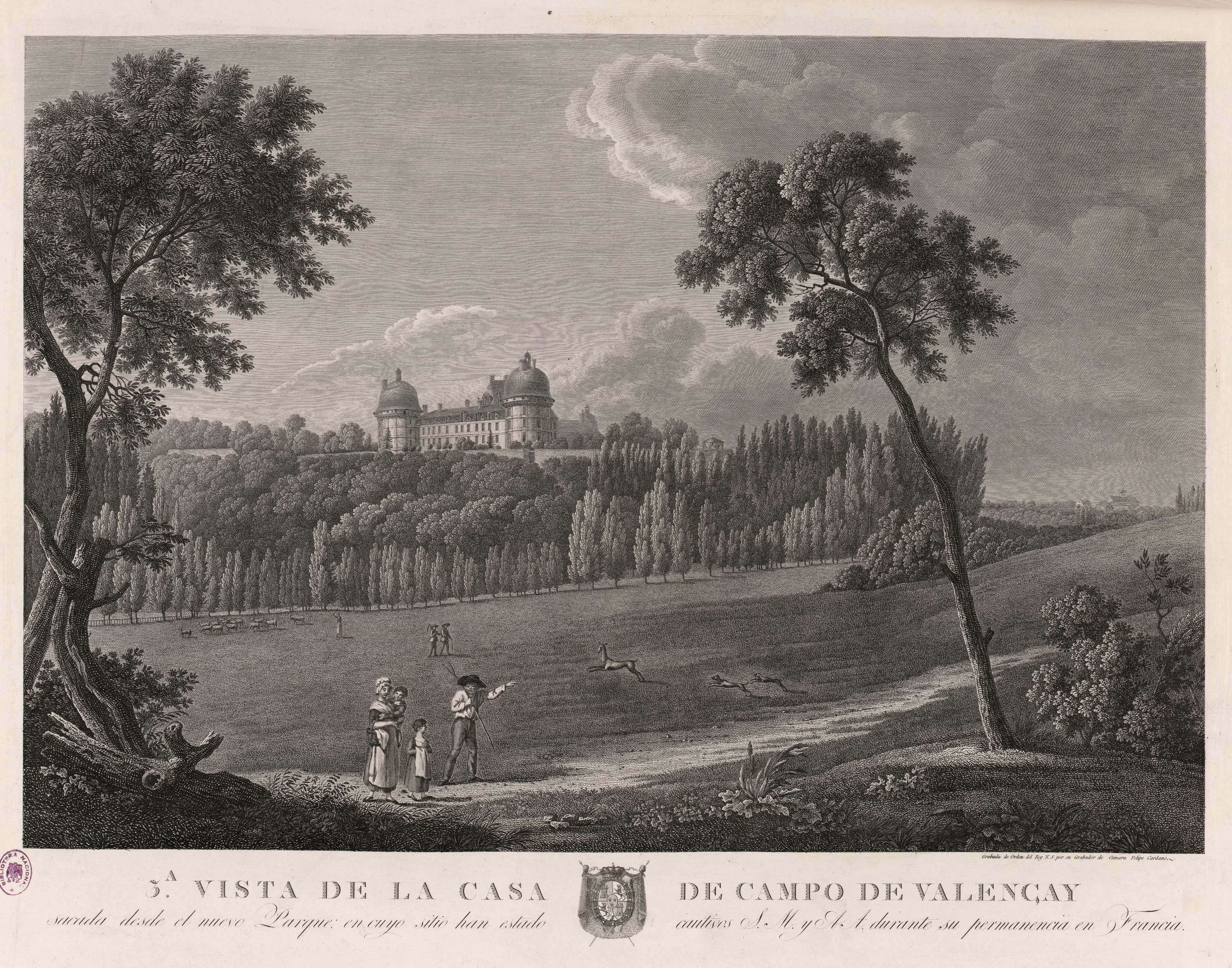
Vista de la casa de campo de Valençay. Inscripción: «3.a vista de la casa de campo de valençay... en cuyo sitio han estado cautivos S.M. y A.A. durante su permanencia en Francia / Grabada de Orden del Rey N.S. por su Grabador de Cámara Felipe Cardano». Biblioteca Nacional de España.

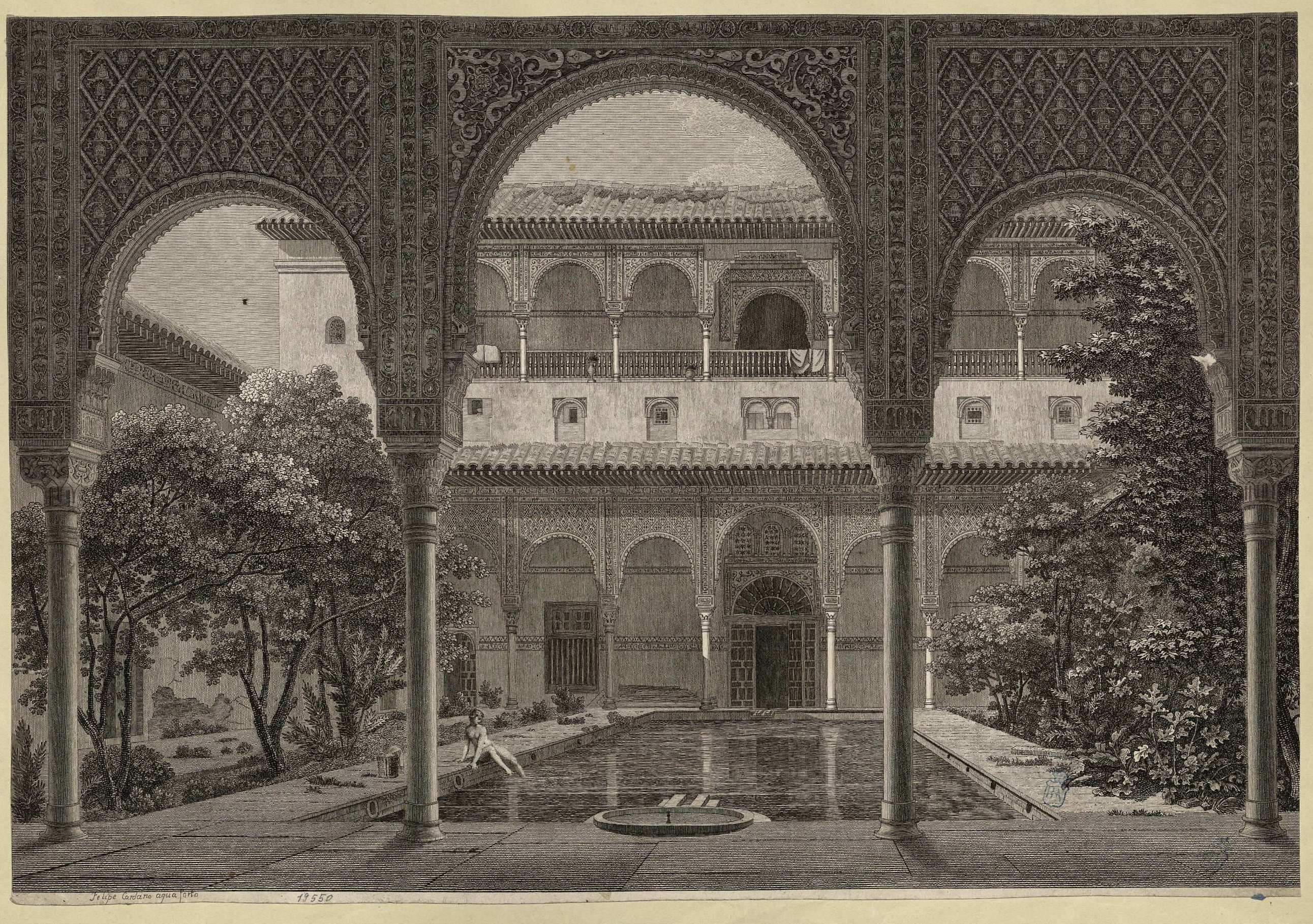
Estanque Real del Patio de la Alhambra de Granada. Aguafuerte. Biblioteca Nacional de España.

Felipe Cardano y Bauzá (Cartagena, 1778-Málaga, 1824) fue un grabador en cobre y litógrafo español, grabador de cámara de Fernando VII.

## Biografía
Sobrino de Felipe Bauzá y hermano mayor de José María Cardano, tras estudiar en la Real Escuela de Navegación de Cartagena de la que salió con grado de pilotín, en 1800 se trasladó a Madrid para trabajar en el Depósito Hidrográfico, en el que años más tarde, en 1819, se iba a fundar el primer establecimiento litográfico de España bajo la dirección de su hermano menor. Matriculado al mismo tiempo en la Academia de San Fernando, tuvo en ella como profesor de grabado a Fernando Selma. En 1802 fue pensionado por el Depósito para que se dedicase a la realización de cartas de navegación y proseguir sus estudios en París, donde se especializó en el grabado de paisajes. En calidad de tal contribuyó con algunas láminas a la ilustración de los dos primeros tomos del Voyage pittoresque et historique de l’Espagne de Alexandre de Laborde.
Tras la guerra de la independencia, en la que sufrió prisión en Francia por negarse a colaborar con el gobierno de José Bonaparte, se reincorporó al Depósito Hidrográfico para trabajar en el grabado de cartas náuticas y abrió al aguafuerte cuatro vistas del palacio de Valençay, residencia de Fernando VII durante los años de la guerra, que no estarían concluidas hasta 1820. Grabador honorario de cámara desde 1814 —y con plaza efectiva desde 1815 con un sueldo de 8900 reales anuales—, y académico de mérito de la Real Academia de Bellas Artes de San Fernando por el grabado de paisaje desde el 8 de febrero de 1818, en 1822, al viajar fuera de España su hermano, a la que ya no volvería, se hizo cargo interinamente de la dirección del Establecimiento litográfico de Madrid. Murió el 15 de abril de 1824, en Málaga, a donde se había trasladado un año antes por motivos de salud y a su muerte desapareció también el establecimiento litográfico de la marina. Un retrato de Fernando VII por pintura de Francisco Lacoma y dibujo de Juan Antonio Ribera y un Estudio de encina, firmado «Litografía por Felipe Cardano», es lo que de su mano se conoce en la nueva técnica.